# Saison 2017 de l'équipe cycliste Delta Cycling Rotterdam
La saison 2017 de l'équipe cycliste Delta Cycling Rotterdam est la quinzième de cette équipe.

## Préparation de la saison 2017

### Arrivées et départs
L'équipe devient en 2017 une équipe formatrice et ne conserve dans son effectif aucun coureur de plus de 27 ans. C'est notamment le cas de Jetse Bol, Wouter Mol et Coen Vermeltfoort.
| Arrivées            | Équipe 2016          |
| ------------------- | -------------------- |
| Dennis Bakker       | Parkhotel Valkenburg |
| Mitchell Cornelisse | Raboank Development  |
| Gerco Pastoor       | Groot Amsterdam      |
| Rens Tulner         |                      |
| Jason van Dalen     |                      |
| Jens van den Dool   | Monkey Town          |

| Départs            | Équipe 2017                 |
| ------------------ | --------------------------- |
| Jetse Bol          | Manzana Postobón            |
| Robbert de Greef   | Baby-Dump                   |
| Matthijs Eversdijk |                             |
| Kobus Hereijgers   |                             |
| Wouter Mol         | Retraite                    |
| Taco van der Hoorn | Roompot-Nederlandse Loterij |
| Coen Vermeltfoort  | Roompot-Nederlandse Loterij |

## Coureurs et encadrement technique

### Effectif
| Cycliste             | Date de naissance | Nationalité | Équipe 2016          |  |
| -------------------- | ----------------- | ----------- | -------------------- |  |
| Dennis Bakker        | 4 novembre 1993   | Pays-Bas    | Parkhotel Valkenburg |  |
| Luuc Bugter          | 10 juillet 1993   | Pays-Bas    | Join-S-De Rijke      |  |
| Mitchell Cornelisse  | 24 janvier 1996   | Pays-Bas    | Raboank Development  |  |
| Ike Groen            | 31 mai 1992       | Pays-Bas    | Join-S-De Rijke      |  |
| Daan Meijers         | 11 avril 1991     | Pays-Bas    | Join-S-De Rijke      |  |
| Mitchell Mulhern     | 22 janvier 1991   | Australie   | Join-S-De Rijke      |  |
| Gerco Pastoor        | 17 mai 1998       | Pays-Bas    | Groot Amsterdam      |  |
| Jordi Talen          | 29 mai 1996       | Pays-Bas    | Join-S-De Rijke      |  |
| Rens Tulner          | 26 février 1998   | Pays-Bas    |                      |  |
| Jason van Dalen      | 2 juillet 1994    | Pays-Bas    |                      |  |
| Jan-Willem van Schip | 20 août 1994      | Pays-Bas    | Join-S-De Rijke      |  |
| Jens van den Dool    | 10 novembre 1998  | Pays-Bas    | Monkey Town          |  |

## Bilan de la saison

### Victoires
| Date       | Course                        | Pays     | Classe | Vainqueur            |
| ---------- | ----------------------------- | -------- | ------ | -------------------- |
| 11/03/2017 | Tour de Drenthe               | Pays-Bas | 1.1    | Jan-Willem van Schip |
| 22/03/2017 | 3e étape du Tour de Normandie | France   | 2.2    | Jan-Willem van Schip |